# Rijksbeschermd gezicht Gramsbergen
Gezicht Gramsbergen is een van rijkswege beschermd stadsgezicht in Gramsbergen in de Nederlandse provincie Overijssel. De procedure voor aanwijzing werd gestart op 18 februari 1988. Het gebied werd op 6 maart 1992 definitief aangewezen. Het beschermd gezicht beslaat een oppervlakte van 2,9 hectare.
Panden die binnen een beschermd gezicht vallen krijgen niet automatisch de status van beschermd monument. Wel zal de gemeente het bestemmingsplan aanpassen om nieuwe ontwikkelingen in het gebied te reguleren. De gezichtsbescherming richt zich op de stedenbouwkundige en cultuurhistorische waardering van een gebied en wil het toekomstig functioneren daarvan veiligstellen.